# Рилтаун (Алабама)
Рилтаун (енгл. Reeltown) насељено је место без административног статуса у америчкој савезној држави Алабама.

## Демографија
По попису из 2010. године број становника је 766.
| Група             | 2000.    | 2010.       |
| Белци             | 0 (0,0%) | 621 (81,1%) |
| Афроамериканци    | 0 (0,0%) | 116 (15,1%) |
| Азијати           | 0 (0,0%) | 1 (0,1%)    |
| Хиспаноамериканци | 0 (0,0%) | 21 (2,7%)   |
| Укупно            | 0        | 766         |